# Jim Lovell
James Arthur "Jim" Lovell Jr., född 25 mars 1928 i Cleveland i Ohio, död 7 augusti 2025 i Lake Forest, Illinois, var en amerikansk testpilot och astronaut. 
I NASA:s andra uttagning i september 1962 valdes James A. Lovell tillsammans med åtta andra ut till astronaut. Dessförinnan var han pilot i USA:s flotta.
Han var befälhavare på Apollo 13. Detta uppdrag blev, sedan en syretank exploderat, ett gigantiskt självräddningsuppdrag i stället för den månlandning som först planerats. Denna händelse filmatiserades sedan med Tom Hanks i rollen som Jim Lovell. Han medverkade också själv i filmen Apollo 13 från 1995, som kaptenen ombord på USS Iwo Jima.
James Lovell ingick i reservbesättningen som pilot för Gemini 4, befälhavare för Gemini 9 och Apollo 11.

## Rymdfärder
James Lovell ingick som pilot i besättningen för Gemini 7, var befälhavare för Gemini 12, pilot i Apollo 8 och befälhavare för Apollo 13.
Apollo 8 var den första bemannade rymdfarkosten som nådde så långt bort från Jorden att den inte längre i första hand påverkades av jordens gravitation och var också först med att runda månen.
Apollo 13 var Jim Lovells sista rymdfärd. Han hade då rundat månen två gånger, gjort 4 rymdfärder och vistats i rymden 715 timmar och 5 minuter, vilket var ett rekord som stod sig fram till Skylabtiden. Han var en av endast tre personer som har rest till månen två gånger; de andra är Eugene Cernan och John W. Young. Till skillnad från Cernan och Young fick Lovell aldrig tillfälle att gå på månen på grund av olyckan under resan med Apollo 13.
1973 lämnade Lovell flottan och NASA som kommendör (captain).

## Utmärkelser
Nedslagskratern Lovell på månen är uppkallad efter honom.

## Familj
1952 gifte han sig med Marilyn (1930–2023) och fick fyra barn.